# Daronne
Die Daronne ist ein Fluss in Frankreich, der im Département Ardèche in der Region Auvergne-Rhône-Alpes verläuft.

## Verlauf
Sie entspringt beim Weiler Maisonneuve im Gemeindegebiet von Nozières, entwässert anfangs Richtung Nordost, dreht später nach Ost, windet sich in vielen Flussschlingen durch die Schlucht Gorges de la Daronne und mündet nach rund 25 Kilometern beim Weiler Sibila, im Gemeindegebiet von Étables, jedoch an der Grenze zur Nachbargemeinde Colombier-le-Vieux, als linker Nebenfluss in den Doux. 

## Orte am Fluss
- Pailharès
- Saint-Félicien
- Colombier-le-Vieux
- Sibila, Gemeinde Étables

## Sehenswürdigkeiten
- Schlucht Gorges de la Daronne